# Rasoio di Hitchens
Il Rasoio di Hitchens è un rasoio filosofico epistemologico che funge come metodologia che consente di contestare affermazioni apodittiche. Questo metodo afferma che ciò che può essere affermato senza prove può anche essere respinto senza prove.
La formulazione di questo metodo è attribuita all'autore e giornalista Christopher Hitchens, anche se la sua origine può essere fatta risalire al brocardo latino "Quod gratis asseritur, gratis negatur" (“Ciò che è asserito gratuitamente è negato gratuitamente”). Tale regola afferma che l'onere della prova riguardo alla veridicità di un'affermazione spetta a chi la fa; se questo onere non è soddisfatto, allora l'affermazione è infondata e i suoi oppositori non hanno bisogno di argomentare ulteriormente per respingerla. Hitchens ha usato questa frase specificamente nel contesto della confutazione delle credenze religiose.

## Analisi
Il detto compare nel libro di Hitchens del 2007 "God Is Not Great: How Religion Poisons Everything". Il termine “rasoio di Hitchens” è apparso per la prima volta (come “rasoio di Hitchens”) in un forum online nell'ottobre 2007, è stato utilizzato dal blogger ateo Rixaeton nel dicembre 2010 e reso popolare, tra gli altri, dal biologo evoluzionista e attivista ateo Jerry Coyne dopo la morte di Hitchens nel dicembre 2011.
Alcune pagine prima, in God Is Not Great, Hitchens aveva anche invocato il rasoio di Occam. William Ockham ideò un principio di economia, popolarmente noto come rasoio di Ockham, il cui effetto si basa sull'eliminazione delle ipotesi non necessarie e sull'accettazione della prima spiegazione o causa sufficiente: “Non moltiplicare le entità oltre la necessità”. Questo principio si estende: “Tutto ciò che viene spiegato attraverso la postulazione di qualcosa di diverso dall'atto di comprensione può essere spiegato senza la postulazione di tale cosa distinta”.
Nel 2007, Michael Kinsley ha osservato sul New York Times che Hitchens era piuttosto affezionato ad applicare il rasoio di Occam alle affermazioni religiose e, secondo Jillian Melchior del Wall Street Journal nel 2017, la frase “Ciò che può essere affermato senza prove può essere respinto senza prove” era “la variante di Christopher Hitchens del rasoio di Occam”. Il rasoio di Hitchens è stato presentato insieme allo standard di Sagan (“Le affermazioni straordinarie richiedono prove straordinarie”) come un esempio di evidenzialismo all'interno del movimento del Nuovo Ateismo.
Il filosofo accademico Michael V. Antony ha sostenuto che, nonostante l'uso del rasoio di Hitchens per rifiutare il credo religioso e sostenere l'ateismo, l'applicazione del rasoio all'ateismo stesso sembrerebbe implicare che l'ateismo sia epistemicamente ingiustificato. Secondo Antony, i Nuovi Atei (a cui apparteneva anche Hitchens) invocano una serie di argomenti speciali per dimostrare che l'ateismo può essere affermato senza prove.

## Critiche
Il filosofo C. Stephen Evans ha delineato alcune risposte teologiche cristiane comuni all'argomentazione di Hitchens, Richard Dawkins e degli altri Nuovi Atei, secondo cui se la credenza religiosa non è basata su prove, non è ragionevole e può quindi essere respinta senza prove. Caratterizzando i Nuovi Atei come evidenzialisti, Evans si annovera tra gli epistemologi riformati insieme ad Alvin Plantinga, che sostengono una versione del fondazionalismo, ovvero che “la credenza in Dio può essere ragionevole anche se il credente non ha argomenti o prove propositive su cui si basa la credenza”. L'idea è che tutte le credenze si basino su altre credenze, e che alcune “credenze fondamentali” o “credenze di base” debbano essere assunte come vere per iniziare da qualche parte, e che sia giusto scegliere Dio come una di queste credenze di base.
Un'ulteriore critica riguarda il fatto che, il più delle volte, il rasoio viene invocato contro una posizione che ha almeno un'evidenza prima facie a suo sostegno e che quindi non dovrebbe essere scartata del tutto. Anche se la natura delle prove può essere contestata, la loro esistenza non può essere ignorata. Inoltre, il rasoio di Hitchens può chiudere prematuramente una discussione potenzialmente fruttuosa se entrambe le parti decidono di invocarlo contro l'altro. Sulla base di queste considerazioni, tra le altre, il teologo Randal Rauser ritiene che il rasoio di Hitchens abbia un “impatto profondamente corrosivo sul discorso ragionato”, lamentando che “coloro che lo invocano sono molto meno propensi a considerare i rispettivi meriti delle prove su entrambi i lati di una questione”.